# Will Rayman
Pour les articles homonymes, voir Will et Rayman.
William Henry Rayman, né le 1er avril 1997 à New York, dans l'État de New York, est un joueur américano-israélien de basket-ball évoluant au poste d'ailier fort.

## Biographie

### Carrière universitaire
Entre 2016 et 2020, il joue pour les Raiders de Colgate à l'université de Californie à Los Angeles.

### Carrière professionnelle

#### Tartu Rock (oct. - nov.2020)
Durant l'été 2020, il signe son premier contrat professionnel avec l'équipe estonienne du Tartu Rock.
Il dispute sept rencontres durant les mois d'octobre et novembre avec Tartu Rock durant lesquels il a des moyennes de 23,4 points et 9,7 rebonds par match.
Le 18 novembre 2020, automatiquement éligible à la draft 2020 de la NBA, il n'est pas sélectionné.

#### BG 74 Göttingen (2020 - jan.2021)
Le 26 novembre 2020, il signe avec l'équipe allemande du BG 74 Göttingen.

#### BK Ventspils (jan. - juin 2021)
Le 27 janvier 2021, il signe avec l'équipe lettone du BK Ventspils.

#### Hapoel Haifa B.C. (2021-2023)
En août 2021, il signe avec l'équipe israélienne de le l'Hapoel Haifa B.C. (en).

#### Maccabi Tel-Aviv (depuis 2023)

##### Saint-Quentin Basket-Ball (2023-2024)
Le 6 août 2023, il signe un contrat de trois ans avec l'équipe israélienne du Maccabi Tel-Aviv et est prêté à l'équipe française du Saint-Quentin Basket-Ball,.

## Palmarès

### Universitaire
- Patriot League Defensive Player of the Year (2020)
- 2× Patriot League All-Defensive Team (2019, 2020)
- First-team All-Patriot League (2020)
- 2× Second-team All-Patriot League (2018, 2019)
- Patriot League Rookie of the Year (2017)
- Patriot League All-Rookie Team (2017)

## Statistiques

### Universitaires
Les statistiques de Will Rayman en matchs universitaires sont les suivantes :
| Saison    | Équipe   | Matchs | Titul. | Min./m | % Tir | % 3pts | % LF | Rbds/m. | Pass/m. | Int/m. | Ctr/m. | Pts/m. |
| --------- | -------- | ------ | ------ | ------ | ----- | ------ | ---- | ------- | ------- | ------ | ------ | ------ |
| 2016-2017 | Colgate  | 32     | 26     | 29,4   | 44,4  | 39,6   | 69,1 | 4,59    | 0,97    | 0,69   | 0,41   | 14,59  |
| 2017-2018 | Colgate  | 33     | 33     | 31,9   | 44,7  | 41,8   | 80,7 | 6,70    | 1,15    | 1,03   | 0,85   | 14,61  |
| 2018-2019 | Colgate  | 35     | 35     | 33,1   | 42,5  | 42,9   | 68,1 | 6,49    | 1,49    | 0,91   | 0,77   | 13,06  |
| 2019-2020 | Colgate  | 34     | 34     | 33,0   | 44,4  | 35,9   | 80,0 | 8,97    | 1,74    | 0,76   | 1,00   | 12,65  |
| Carrière  | Carrière | 134    | 128    | 31,9   | 44,0  | 40,1   | 74,2 | 6,72    | 1,34    | 0,85   | 0,76   | 13,70  |